# Bum-Bum
Pour les articles homonymes, voir Bum.
Bum-Bum ou Bumbún est la capitale de la paroisse civile d'Andrés Bello de la municipalité d'Antonio José de Sucre dans l'État de Barinas au Venezuela.